# Asociación Internacional del Congo
La Asociación Internacional del Congo (Francés: Association internationale du Congo), también conocida como la Sociedad Internacional del Congo, fue una asociación fundada el 17 de noviembre de 1879 por Leopoldo II de Bélgica para promover sus intereses en el Congo. Sustituyó al Comité belga para el estudio del Alto Congo, que formaba parte de la Asociación Internacional Africana creada para la exploración del Congo. Los objetivos de la Sociedad Internacional del Congo eran establecer el control de la cuenca del Congo y explotar sus recursos económicos. La Conferencia de Berlín reconoció a la sociedad como soberana sobre los territorios que controlaba y en 1885 sus estructuras fueron adquiridas por el Estado Libre del Congo.

## Propiedad y control
Los accionistas oficiales del Comité para el Estudio del Alto Congo eran empresarios holandeses y británicos y un banquero belga que tenía acciones en nombre del rey Leopoldo. El coronel Maximilien Strauch, presidente de la comisión, era un secuaz del rey Leopoldo. Henry Morton Stanley, que firmó un contrato de cinco años para establecer bases en el Congo en 1878, no está claro si trabajaba para la Asociación Internacional Africana, para el Comité de Estudio del Alto Congo o para el propio Leopoldo. Los contratos de empleados europeos de Stanley prohibían la divulgación de la verdadera naturaleza de su trabajo.

## Conferencia de Berlín
La Conferencia de Berlín o la Conferencia del Congo de 1884-85 reguló la colonización y el comercio europeo en África. El rey Leopoldo II fue capaz de convencer a los poderes en la conferencia de que el comercio común en África era el mejor interés para todos los países. La Ley General de la Conferencia dividió a África entre las principales potencias de Europa y confirmó el territorio controlado por la Sociedad del Congo como la propiedad privada, que esencialmente la convirtió en propiedad de Leopoldo II.
El 10 de abril de 1884, el Senado de los Estados Unidos autorizó al Presidente Chester A. Arthur a "reconocer la bandera de la AIC como igual a la de un gobierno aliado". El 8 de noviembre de 1884, Alemania reconoció la soberanía de la sociedad sobre el Congo.